# سرمور (اردل)
عنوان‌ظاهری
روستای سَرمُور رویگَر، روستایی واقع در استان چهار محال و بختیاری از توابع بخش مرکزی شهرستان اردل در کشور ایران است.

## معرفی و پیشینه
روستای سرمور روَر در دهستان دیناران قرار دارد
```
بیشتر مردم سرمور از طایفه روگری ایل زراسوند می‌باشند و به گویش لری بختیاری صحبت می‌کنند.
```

مور یک کلمه بختیاری به معنای چمن است و سر مور یعنی روی چمن
وجه تسمیه روگر:
نویسنده تاریخ شهر گهرو معتقد است روگر از دو واژه تشکیل شده است، یکی رو که مخفف همان کلمه روی به معنی بالا است و دیگری گر که به گویش بختیاری به صخره بزرگ گفته می‌شود، چون اکًثر روستاهای این منطقه در کرانه رود خروشان کارون ساخته شده‌اند و روی بلندی هستن به رو گر معروف شده است، و همچنین ایشان معتقدند: که این منطقه ابتدا روور بوده که روی سنگ قبرهای که حدود ۲۰۰ سال قدمت دارند بعد از نام متوفی پسوند رووری نوشته شده است که از دو واژه تشکیل شده است یکی رود و دیگری ورده به گویش بختیاری، که همان آورده است و رود مخفف رودخانه است چون زمانی که خلیل خان دورکی فرزند ابدال خان به این منطقه آمد با تعجب از او پرسیدن چگونه با این سرعت به اینجا آمدی گفت: رود آورده‌ام که این منطقه به رود آورده موسوم گردید و جهت سهولت در تلفظ بتدریج به روور تبدیل شده است. (منبع: مقاله اسکندر شهبازی گهرویی)
جمعیت روستای سرمور با توجه به مهاجرت‌های این چند ساله کاهش چشمگیری داشته و امروز تقریباً۱۰۰۰نفر می‌باشد که پهنای هرم سنی جمعیت روستا به همانند کل کشور جمعیت جوان و جویای کار را نشان میدهدوبراساس سرشماری مرکز آمار ایران در سال ۱۳۸۵، جمعیت آن ۹۸۳ نفر (۱۸۸خانوار) بوده است.
روستای سرمور در جنوب غربی استان چهار محال وبختیاری واقع شده است و جزء بخش مرکزی شهرستان اردل محسوب می‌شود
فاصله روستای سرمور با مرکز شهرستان حدود بیست کیلومتر می‌باشد و همچنین فاصله روستای سرمور تا مرکز استان چهارمحال و بختیاری حدود ۹۵ کیلومتر است.
۷۰ درصد بافت ساختمانی سرمور نوساز است.
قدمت روستای سرمور حدود ۴۰۰ سال است که با توجه به آثار تاریخی باید بیش از این قدمت داشته باشد
جوان‌های روستای سرمور استعداد وصف نشدنی در ورزش فوتبال دارند که متأسفانه مثل مابقی استعدادهای استان حتی کشور نابود می‌شود
زمینی به متراژ ۹۰۰۰متر به تربیت بدنی واگذاری شده که هیچ اقدامی توسط تربیت بدنی برای ساخت مجموعه‌ای ورزشی در این روستا نشده است.
روستای سرمور در دهه‌های ۶۰ و ۷۰ تیم فوتبال مطرحی به نام سرمور جوان (ظفر) به سرپرستی و مدیریت ایرج ظفری در سطح اول استان داشت که متأسفانه به دلایل مالی ادامه فعالتش متوقف شد
روستای سرمور علاوه بر ورزش در آموزش هم استعداد بی نظیری در منطقه دارد
روستای سرمور در حاشیه رشته کوهی زاگرس و در پایکوهی کوه مغول کشته واقع شده است.
روایت شده که در کوه مغول کشته سرمور جلوی هجوم لشکر مغول گرفته شد و همین دلیل نامگذاریش بود
متأسفانه به دلیل برداشت بی‌رویه از جنگل‌های روستا در سال‌های پیش روستا فاقد جنگل است.
آثار دیدنی و تاریخی:
کِفت مغول کشته در جاده ورودی سرمور بسمت چهاربنیچه و کل منطقه دیناران مانند دژی بسیار محکم واقع شده است. و در امتداد گردنه مغول کشته تا دشت دیناران و غربی‌ترین آن به پر از جاذبه‌های باستانی از جمله پیکر تراش‌های زیبا همچون عقاب و.. ، بَردگوری‌های بسیار زیاد، حکاکی‌های جالب توجه و…
بَردگوری‌های بسیار که در فروردین سال ۱۳۸۲ با شماره ۸۱۸۹ به ثبت ملی رسید
روستای سرمور در سر راه گذرگاه تاریخی دزپارت هخامنشیان بوده است.
رشته قنات‌های بسیار باستانی در سرمور وجود دارد (لوله‌های انتقال آب سفالی مدفون بسیار قدیمی در جنوب سرمور بسیار جذابند)
سنگ‌فرشی مدفون همچون راه شاهی با عرض بسیار با طرح‌های موزاییکی منقش به اشکال گوناگون (کشف شده در جنوب غرب سرمور و بالای مرغزار و زمین چمن طبیعی فوتبال واقع در باغ حسین آقا ظفری) که اطراف آن پر است از اشیای مفرقی بخصوص اشیایی جنگی مانند سر نیزه، خنجر، شمشیر و نقره‌های پودر شده، انواع ظرفهای‌های سفال و ظرفهای با سنگی شبیه به سنگ مشکی مَرمر که سرتاسر سرمور می‌شود براحتی در قبرستانهای بسیار متعدد مدفون در جای جای روستا که هرکدام برای دوران خاصی است و همچنین سکونتگاه قدیمی منتطقه کالوسی فاصله حدود ۱۵۰ متری به بقایای حمام بسیار تاریخی روستای سابق چلو (از جمله دو کف که یکی بعنوان گربه رو که دمای حمام را بصورت شگرفی کنترل می‌کرد و با ستون‌های بسیاربا آجرهای ۲۰*۲۰ و ارتفاع حدود ۸۰ سانتی که در تمام حمام‌های قدیمی دوران صفویه و اوایل قاجار وجود دارد این حمام بصورت اتفاقی کشف گردیدلوله‌های انتقال آب به حمام تماماً ساروجی می‌باشند این حمام حدود ۸۰ سال پیش کشف سپس تا قبل از رانش زمین و جابجایی روستای چلو در سال ۱۳۷۱ خورشیدی مورد استفاده قرار می‌گرفته)
در پایین روستای سرمور جاذبه دیدنی بر اثر رانش زمین در سال ۷۲ پدید آمد که پرتگاهای به طول ۱۰۰ متر ایجاد کرده که دیدنی می‌باشد.
علت رانش را در آن سالها مهندسین فعال حوزه انرژی در این بخش را منابع عظیم گاز ونفت ذکر کرده‌اند
گَرکوچوره و آثار باستانیش در امتداد کفت مغول کشته
فاصله روستای سرمور با بزرگ‌ترین رودخانه کشور یعنی رود کارون از راه پیاده‌روی ۵۰۰ .۶۰۰ متر است.
اطلاعات تکمیلی :
فامیل مردمان سرمور بخاطر مهاجرپذیر بودنش به عنوان مرکزیت منطقه و محل استقرار خوانین (عمو زاده‌های آقا ابولقاسم بختیار)در گذشته‌های دور از سه فامیل عمده (احمدی یا میراحمدی کاکاوند، ظفری یا صفروند، خسروی یا شیخ خسروی)، میرزایی، رجبی، اورکی، خلیلی، کیانی هفت لنگ، کاظمی، انصاری، شکوهی، نکوئی، ده چلی، اسدی، ترکی، رافعی، پَرور، سعادتمند، آشوری، مهدی پور و… جالب است هر کدام از این فامیلی‌ها کاملاً مجزا از دیگری است و از طایفه‌های زراسوند یا دینارانی باب دورکی یا اورک و… در ایل بختیاری می‌باشند. فامیل احمدی از سه طایفه مجزا تشکیل شده‌اند که ۲ طایفه از آن کاملاً فامیلی قراردادی است که از زمان صدور شناسنامه در ایران برای اتحاد گذاشته شده است است (مانند اولاد علی یار یا اولاد نجف و میراحمدی یا کاکاوند)
روستای سرمور زادگاه بزرگان خوانین و کلانترانی بسیار بنام از ایل بختیاری همچون خلیل خان دورکی (بختیار) علی خان خلیلی و حاج سلطان می‌باشد.
امکانات روستا:
روستای سرمرور از دهه‌های شصت و هفتاد به برق، آب لوله‌کشی (از چشمه کُری)، گازشهری، تلفن، خیابان و آسفالت و جدول کشی شده، زمین چمن طبیعی فوتبال (که بسیار ناهموار و تخریب شده)، بیمارستان، چهار مدرسه جداگانه(۲عدد در سرمور و ۲عدد در شهرک چلو)، امکانات بسیار محدود سرگرمی نظیر تاب، میزهای تنیس در هوای آزاد و… حمام عمومی درحال تخریب در زمان جهاد سازندگی بر روی بقایای حمامی باستانی، ماشین جمع‌آوری زباله و… می‌باشد
یکی دیگر از مشکلات اساسی روستا پروژه آب رسانی به بخش کشاورزیست که با توجه به موقعیت جغرافیای و زمین‌های هموار و حاصلخیز وبسیار مناسب هیچ اقدام مثمر ثمری توسط مسئولین در این چند سال نشده است که می‌توانیم دلیل عدم اجرای شدن این امر را در کم‌کاری و عدم همکاری برخی زمین داران اصلی مردم روستا بدلایل خاص!!! جستجو کرد